# Mads Jepsen
Mads Jepsen, född den 29 april 1868 i Bredstrup, död den 8 februari 1916 i Bramminge, var en dansk författare och redaktör.
Han var elev vid latinskolan i Fredericia från 1885 till 1887. Därefter påbörjade han universitetsstudier i teologi. Under första studieåret arbetade han som privatsekreterare åt den liberare politikern Christen Berg, började skriva för tidningar och tidskrifter och studera litteratur.
Jepsen var redaktör på Horsens Venstreblad från 1892 till 1894. Från 1894 till 1900 tjänstgjorde han som Venstrereformpartiets korrespondent i Köpenhamn. Från 1901 fram till sin död utgav han veckotidningen Folkelæsning.
I sitt skrivande tog Jepsen från denna tid tydligt avstånd från den danska brandesianismen och uttryckte stark kritik mot darwinismen medan han anslöt sig till grundtvigianismen.